# Uljas Pulkkis
Uljas Voitto Pulkkis, född 22 oktober 1975 i Helsingfors, är en finländsk tonsättare. 
Pulkkis är elev till bland andra Tapani Länsiö och Paavo Heininen. Han är en av sin generations intressantaste profiler, som med avstamp i en franskt inspirerad klangfärgsmodernism utvecklat ett personligt, samtidigt komplext och lättlyssnat tonspråk. Han gjorde internationellt genombrott med Tears of Ludovico för piano och orkester, prisbelönt i samband med Drottning Elisabeths musiktävling i Bryssel 1999. Bland övriga verk kan nämnas violinkonserten Enchanted Garden (2000), orkesterverket On the Crest of Waves (2003) samt klarinettkonserten Tales of Joy, of Passion, of Love (2005). Han även skrivit kammar- och vokalmusik. 